# برهنه (ترانه ایوا مکس)
«برهنه» (به انگلیسی: Naked) ترانه از خواننده آمریکایی ایوا مکس که از طریق آتلانتیک رکوردز برای اولین آلبوم استودیویی او بهشت و جهنم (۲۰۲۰) منتشر شد. ترانه همزمان با انتشار آلبوم، در ۱۸ سپتامبر سال ۲۰۲۰ منتشر شد. این ترانه توسط مکس، بونی مک‌کی، ادن خو، پریش وارینگتون، دیدریک ون الساس و سیرکوت نوشته شده استت. یک موزیک ویدیو در ۱۸ سپتامبر سال ۲۰۲۰ منتشر شد و کارگردان آن موزیک ویدیو آمریکایی، هانا لوکس دیویس بود. این موزیک ویدئو با فیلم علمی تخیلی عنصر پنجم (۱۹۹۷) مقایسه شد.

## زمینه و ترکیب
«برهنه» توسط مکس، بانی مک کی، ادن خو، پریش وارینگتون، دیدریک ون الساس و تهیه‌کننده آن سیرکوت، نوشته شده‌است. ترک‌ساید نیز در تولید این ترانه نقش داشت. این ترانه با ژانر موسیقی پاپ، دنس پاپ و سینث‌پاپ است. این ترانه به عنوان یک «گیتار بیس» توصیف شد، در حالی که همچنین اشاره ای به بالاد احساسی بودن هم داشت. ایوا اظهار داشت که «برهنه» در مورد «احساسات واقعی ما از بین می‌رود»، و بزرگترین آسیب‌پذیری‌های او برای خودش حفظ می‌شود.

## پذیرش انتقادی
بیلی اسلاتر از سرزمین عجایب نوشت که «برهنه» در «لرزان‌ترین و الهی‌ترین حالت پاپ است، نه خیلی جدی، بلکه به همان اندازه کاملاً عمیق و بدون دردسر گیرا»، و ترانه را به‌طور مطلوب با بی ساید قوی کارلی ری جپسن مقایسه کرد. جیسون لیپشوتز از بیلبورد اظهار داشت که این ترانه در سال ۲۰۲۰ یکی از بهترین معرفی‌های کر را داشت، در حالی که مایکل کراگ از گاردین اظهار داشت که این ترانه «نوستالژی مبهم و پخته» را که در ترانه «رویای نوجوانی» از کیتی پری در سال ۲۰۱۰ استفاده شده‌است، به اشتراک می‌گذارد. جاستین کورتو از کرکس اشاره کرد که در حالی که متن ترانه‌ها شبیه "زیرنویس‌های مبهم اینستاگرام " بود، او ملودی و تولید را تحسین کرد. با این حال، نیکلاس هاوتمن از یواس ویکلی از «برهنه» به دلیل داشتن اشعار کلیشه ای در مورد «کندن لباس» انتقاد کرد.

## موزیک ویدیو
این موزیک ویدیو توسط هانا لوکس دیویس، کارگردان موزیک ویدیو آمریکایی کارگردانی شد و در ۱۸ سپتامبر سال ۲۰۲۰ منتشر شد. در این ویدئو، مکس به عنوان یک بیگانه با» لباس‌های کم و موهای نارنجی «به تصویر کشیده شده‌است، که با شخصیت میلا یوویچ از فیلم علمی تخیلی عنصر پنجم در سال ۱۹۹۷ مقایسه شد.

## دست‌اندرکاران
دست‌اندرکاران اقتباس شده از تیدال.
- آماندا آوا کوچی – آواز، ترانه‌سرایی
- هنری والتر – تولید، ترانه‌سرایی
- کنار جاده – تولید
- بانی مک کی – ترانه‌سرایی
- دیدریک ون الساس – ترانه‌سرایی
- جسی ادن مالاکوتی – ترانه‌سرایی
- پریش وارینگتون – ترانه‌سرایی
- کریس گرینگر – مسترینگ
- سربان غنه – مخلوط کردن
- جان هانز – مهندسی